# Carlo Pianzola
Conte Carlo Pianzola (Parma, 31 luglio 1911 – Roma, 15 novembre 2001) è stato un calciatore e militare italiano.

## Carriera
Ha frequentato il collegio Maria Luigia di Parma ed avendo ottime qualità sportive ha esordito come attaccante nel Parma il 25 settembre 1927 nella partita Parma-Comense (2-0) realizzando la seconda rete. Nelle sei stagioni successive, tre in Divisione Nord e tre nella nuova Serie B, ha segnato solo in campionato 31 reti in 52 partite. All'età di 18 anni avrebbe dovuto continuare la sua carriera nelle file del Bologna calcio ma suo padre (Giusto Pianzola), lo mandava all'Accademia militare di Modena e così terminava una brillante carriera nel mondo del pallone. In Accademia si distinse comunque negli sport che ivi si praticavano e soprattutto nella scherma. Ultimato il secondo anno di Accademia frequentò il corso di equitazione a Pinerolo e a Tor di Quinto (Roma) e, per i brillanti risultati ottenuti, fu nominato sotto-istruttore nella sezione del capitano Soliani a Pinerolo e del capitano Bonivento a Tor di Quinto. Ultimato questo incarico con successo, fu nominato Istruttore, ma non poté accettare l'incarico perché, nel frattempo (1937), era stato scelto come ufficiale dei Corazzieri, guardie del Re. Partecipò a Concorsi ippici nazionali e internazionali e fece parte anche del Centro Ippico sotto la guida di Lequio e Pralormo. Anche da corazziere continuò a montare in concorsi ippici ottenendo dei buoni risultati ma dovette smettere quando ragioni di servizio gli impedirono di continuare. Nel frattempo giocava anche a Polo e smise solo quando partì volontario per la Jugoslavia per raggiungere il Reggimento Piemonte Reale, impegnato in Croazia. Dalla Croazia passò con il Reggimento in Francia e poi dalla Francia fu trasferito al Reggimento Motocorazzato Lucca. Dopo l'otto settembre e sciolto il Reggimento, andò nel nord Italia, nell'appennino parmense, per formare una reparto armato. Partecipò alla guerriglia partigiana contro i tedeschi. Passò a piedi le linee nemiche e giunse a Firenze al comando della V Armata e da Firenze fu accompagnato a Roma dove ebbe contatto con il Luogotenente e il S.I.M. assolvendo compiti specifici. Arrivò a Roma liberata per una missione assegnata dal comandante della V Armata americana di cui era diventato Agente assegnato all'Office Strategic Service. Venne lanciato con il paracadute sull'appennino parmense come capo di una missione radio-trasmittente e poi fu a Parma il 25 aprile, giorno della liberazione. Il 26 aprile incontrò il Principe Umberto II e il Ministro Casati, che erano arrivati a Parma in jeep, in prefettura e gli chiesero di andare insieme a Milano. Purtroppo non poté muoversi in quanto gli era stato affidato l'incarico di organizzare la nuova Questura di Parma. Seguendo però il volere del Luogotenente riuscì, dopo aver terminato il lavoro a Parma, a raggiungere Roma, dove venne nominato vicecomandante dei Corazzieri. Per i servizi resi in guerra ricevette tre medaglie al valore: d'Argento, la Bronze star e la Croce di Guerra. Il 13 giugno 1946 a seguito del referendum per Monarchia o Repubblica lasciò l'esercito e più tardi raggiunse il Re Umberto II in esilio ed ebbe modo di accompagnarlo nelle frequenti visite ai capi di stato e ai reali d'Europa. Fu vicino al Re Umberto II fino al momento del suo trapasso nella clinica di Ginevra (Svizzera), raccogliendone l'ultimo respiro. Venne nominato dal Sovrano prima Ufficiale di Ordinanza e poi Aiutante di Campo Onorario di sua Maestà. Ottenne inoltre la nomina a Cavaliere dell'Ordine di Malta, Grand Ufficiale dell'Ordine dei SS. Maurizio e Lazzaro, Senatore della Consulta del Regno e fu insegnito del titolo di Conte.  Nella sua carriera occorre citare inoltre che è stato starter ufficiale per il Jockey Club per le partenze negli ippodromi delle Capannelle (Roma), Agnano (Napoli), Firenze e Merano. È stato presidente del G.I.P. (Gruppo Italiano Polo), consigliere della Federazione Internazionale di Polo e presidente onorario del Roma Polo Club.